# Butyn (Russland)
Butyn (russisch Бутынь) ist ein Dorf im Stadtkreis Odinzowo-Swenigorod (russisch Одинцовский городской округ, Одинцово-Звенигородский городской округ) in der russischen Oblast Moskau.

## Geographie
Der Ort Butyn liegt rund 40 km westlich von Moskau an der Fernstraße M1 und hat 180 Einwohner (2010). Im Süden schließt sich der Ort Siwkowo (Сивково) an, nordöstlich befindet sich die Stadt Golizyno. Durch den Ort fließt die Butynja (auch Butynka, russ. Буты́ня/Буты́нька), ein linker Nebenfluss der Desna, die später wiederum in die Pachra fließt. 

## Persönlichkeiten
- Alexei Anatoljewitsch Nawalny (1976–2024), Rechtsanwalt und oppositioneller Aktivist